# Jutiapa (departman)
Jutiapa je departman u jugoistočnom dijelu Gvatemale na granici sa Salvadorom. Glavni grad departmana je Jutiapa. U departmanu živi oko 400 000 stanovnika. Većinu populacije čine Mestici. Službeni jezik je španjolski. Klima je vrlo suha.

## Općine
1. Agua Blanca
2. Asunción Mita
3. Atescatempa
4. Comapa
5. Conguaco
6. El Adelanto
7. El Progreso
8. Jalpatagua
9. Jerez
10. Jutiapa
11. Moyuta
12. Pasaco
13. Quezada
14. San José Acatempa
15. Santa Catarina Mita
16. Yupiltepeque
17. Zapotitlán